# Aphodius distinctus
Aphodius distinctus es una especie de coleóptero de la familia Scarabaeidae.

## Distribución geográfica
Habita en el holártico: Europa, Asia, el Magreb y Norteamérica.